# Талисман (балет)
Талисман (Le Talisman) е балет в 4 действия и 7 сцени, с хореография на Мариус Петипа и музика на Рикардо Дриго. Либретото е на Константин Тарновски и Мариус Петипа. Премиерата е на 6 февруари (25 януари стар стил) 1889 г. в Императорския Мариински театър в Санкт Петербург, Русия. Днес целият балет се изпълнява рядко, но па-дьо-дьото от него се танцува и до днес.

## Роли и оригинален танцов състав
| Роля                               | Санкт Петербург 1889 | Санкт Петербург 1895 | Санкт Петербург 1909 |
| ---------------------------------- | -------------------- | -------------------- | -------------------- |
| Нирити, дъщеря на Небесната царица | Елена Корналба       | Пиерина Леняни       | Олга Преображенска   |
| Нуредин, махараджа                 | Павел Гердт          | Павел Гердт          | Николай Легат        |
| Ваю, Бог на вятъра                 | Енрико Чекети        | Александър Горски    | Вацлав Нижински      |
| Амравати, царицата на небесата     | Анна Йохансон        |                      |                      |
| Нал, синът на тъкача               | Алфред Бекефи        |                      |                      |
| Нириля, годеницата на Нал          | Мария Петипа         |                      |                      |
| Крал Акдар                         |                      |                      | Павел Гердт          |

## Постановки
- Постановка на Мариус Петипа с преработена музика от Дриго. Първо представление на 4 ноември (22 октомври стар стил) 1895 г. в Мариинския театър.
- Постановка на Николай Легат (по оригиналната хореография на Петипа) за Имперския балет, с преработена и преоркестрирана музика на Дриго. Първо представление на 12 декември (29 ноември стар стил) 1909 г. в Мариинския театър.
- Постановка на Луиджи Торнели за балета на Ла Скала, Милано, Италия, под заглавието Le Porte-bonheur. Първо представление на 18 юли 1908 г.
- Постановка на Пол Чалмър и Илеана Читаристи за балета „Театро филармонико“ (известен още като балет „Арена“). Първо представяне на 14 март 1997 г. в Театър Верди ди Падова в Падуа, Италия. Основни танцьори - Карла Фрачи (като Нирити), Алесандро Молин (като Ваю, Богът на вятъра) и Стефан Фурниал (като Нуридин).

## Па-дьо-дьо от Талисман
През 1955 г. балетмайсторът на "Киров" Петър Гусев прави потпури от различни части от оригиналната постановка на Петипа и създава това, което днес е известно като Па-дьо-дьо от Талисман. Мъжката вариация е взета от партитурата на Цезар Пуни от Дъщерята на фараона, също по хореография от Петипа. Произведението на Гусев днес е в репертоара на много балетни трупи
.

## Галерия
- Матилда Кшесинская като Нирити в постановката на Легат от 1909 г., Санкт Петербург, 1910 г.
- Вацлав Нижински като Ваю в постановката на Николай Легат, Санкт Петербург, 1910 г.